# Gilson Machado Neto
Gilson Machado Guimarães Neto (Recife, 12 de maio de 1968) é um empresário, político, veterinário e sanfoneiro brasileiro filiado ao Partido Liberal (PL). Foi ministro do Turismo do Brasil entre 9 de dezembro de 2020 e 31 de março de 2022, no governo Jair Bolsonaro.
Também foi presidente da Agência Brasileira de Promoção Internacional do Turismo (Embratur) por dois períodos: entre maio de 2019 e dezembro de 2020 e novamente entre novembro de 2022 e janeiro de 2023.

## Vida pessoal

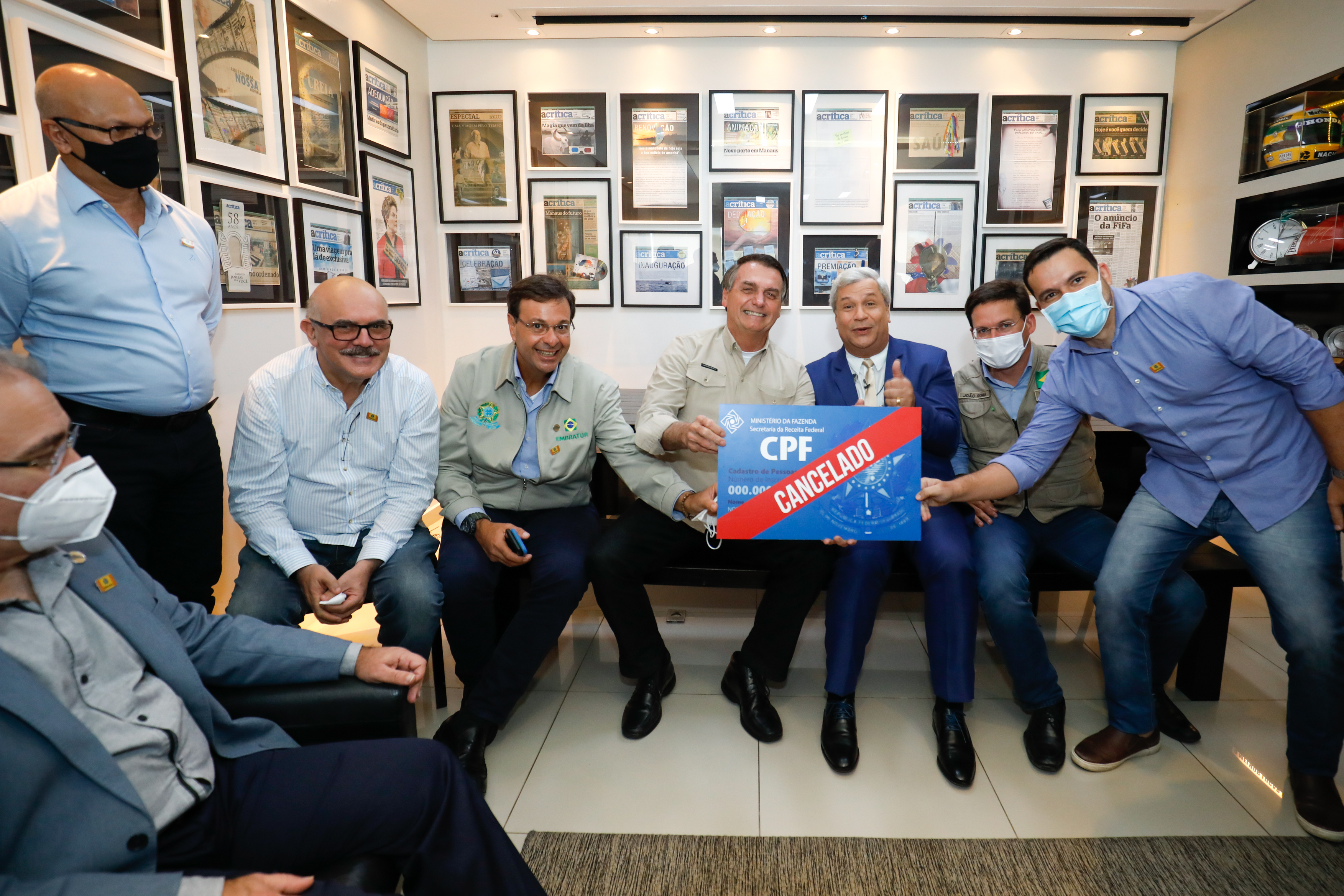
Gilson ao lado de Sikêra Júnior e Jair Bolsonaro pousaram para uma foto exibindo uma placa de "CPF cancelado", expressão utilizada para se referir a mortos em confronto com policiais no Brasil.

Produtor rural, empresário, veterinário, músico e líder da banda Forró da Brucelose, o ministro já foi presidente da  Agência Brasileira de Promoção Internacional do Turismo(Embratur). Gilson Machado Neto é sobrinho do deputado federal constituinte Gilson Machado Filho, já falecido.
Foi preso pela Polícia Federal em 11 de junho de 2025 por denúncia da Procuradoria-Geral da República por indícios de que o ex-ministro do Turismo tenha tentado emitir um passaporte português para que o ex-ajudante de ordens do ex Presidente da República deixasse o Brasil.

## Histórico eleitoral
| Ano  | Cargo                  | Partido | Partido | Coligação | Partidos | Votos para Gilson | Votos para Gilson | Votos para Gilson | Resultado  | Fontes        |
| Ano  | Cargo                  | Partido | Partido | Coligação | Partidos | Total             | %                 | P.                | Resultado  | Fontes        |
| ---- | ---------------------- | ------- | ------- | --------- | -------- | ----------------- | ----------------- | ----------------- | ---------- | ------------- |
| 2022 | Senador por Pernambuco |         | PL      | —         | PL       | 1.320.555         | 29,55%            | 2º                | Não eleito | [ 16 ] [ 17 ] |
| 2024 | Prefeito de Recife     | —       | PL      | 129.318   | PL       | 13,9%             | 2°                | Não eleito        | [ 18 ]     |               |